# Gynacantha litoralis
Gynacantha litoralis – gatunek ważki z rodziny żagnicowatych (Aeshnidae). Występuje na terenie Ameryki Południowej.